# جون إل. ألين جونيور
جون إل. ألين جونيور (بالإنجليزية: John L. Allen Jr.)‏ هو كاتب وصحفي أمريكي، ولد في 1965 في تريفيجليو في إيطاليا.